# Fysisk størrelse
 Der er for få eller ingen kildehenvisninger i denne artikel, hvilket er et problem. Du kan hjælpe ved at angive troværdige kilder til de påstande, som fremføres i artiklen.

En fysisk størrelse er en fysisk egenskab ved et stof, et fysisk emne, et fysisk fænomen eller et fysisk forhold, som kan måles eller beregnes ud fra målinger.[kilde mangler]
I videnskaben findes der mange forskellige fysiske størrelser, men de mest kendte er bl.a. lysets hastighed i vakuum, gravitationskonstanten, Plancks konstant og elementarladningen.
Det Internationale Bureau for Mål og Vægt (BIPM) er en af tre organisationer valgt til at vedligeholde SI-systemet. De besluttede at omdefinere nogle af SI-enhederne, bl.a. kilogram, kelvin og mol. SI-enhederne blev omdefineret ved at der blev sat eksakte talværdier for Plancks konstant (h), Avogadros konstant (NA), Boltzmanns konstant (k) og elementarladningen (e). Ændringen skete den 20. maj 2019.
En fysisk størrelse kan udtrykkes som en sammensætning af to elementer:
- et tal og
- en fysisk enhed (også kaldet måleenhed), normalt angivet via grundenhedens symbol (såsom symbolet m for enheden meter, symbolet kg for enheden kilogram) eller, for sammensatte enheder, en kombination af grundenhedernes symboler, multiplikationstegn, divisionstegn og potensangivelser (såsom m/s eller m·s-1 for enheden meter per sekund, kg/m3 for enheden kilogram per kubikmeter, eller s-1 for enheden 'per sekund', jf. Hertz og Becquerel).[kilde mangler]

En fysisk størrelse skrives altid med et mellemrum mellem tallet og enheden; dette bør være et hårdt mellemrumstegn, så der ikke forekommer linjeskift mellem tal og enhed.[kilde mangler] Eksempler på fysiske størrelser er:
- 1,6749275·10-27 kg (kilogram) (massen af en neutron)
- 299.792.458 m/s (meter per sekund) (lysets hastighed i vakuum)
- 1,062 g/cm3 (gram per kubikcentimeter) (gennemsnittet af menneskekroppens densitet)
- 4,185 kJ/kg/°C (kilojoule per kilogram per grad celsius) (vands specifikke varmefylde)